# Allegheny Observatory

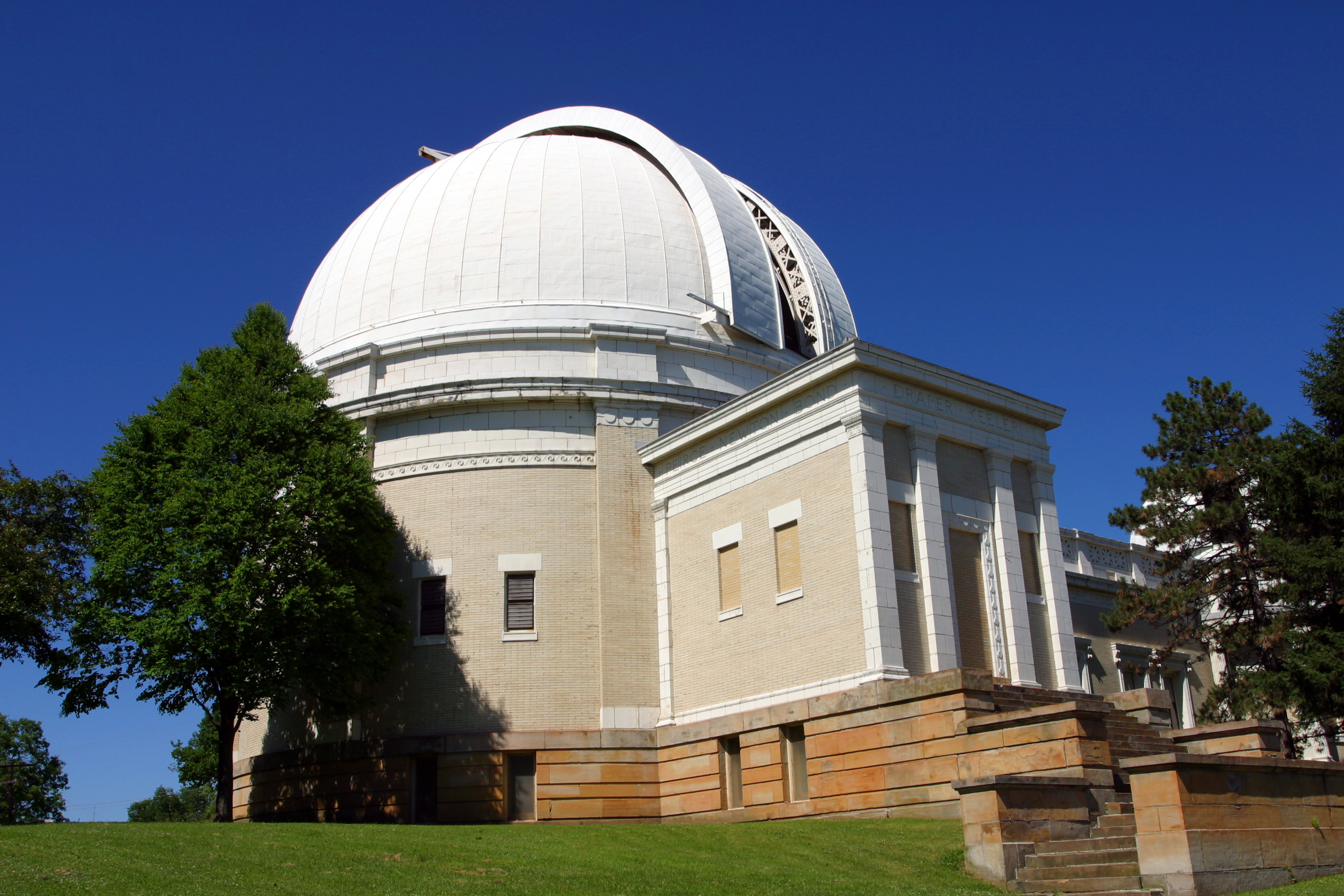
Gebäude des Observatoriums

Das Allegheny Observatory ist eine Sternwarte der Fakultät für Physik und Astronomie der University of Pittsburgh in Pennsylvania, USA. Das Institut wurde 1859 von der „Allegheny Telescope Association“, einer Gruppe reicher Industrieller, als öffentliche Bildungseinrichtung gegründet. 1867 wurde es jedoch der „Western University of Pennsylvania“, der heutigen University of Pittsburgh gestiftet. Samuel Pierpont Langley wurde 1867 zum ersten Director berufen.
Das heutige Sternwarten-Gebäude wurde von 1900 bis 1912 erbaut. Seine größten Teleskope sind der 30-inch-Thaw-Memorial-Refractor und der 30-inch-Keeler-Memorial-Reflector.